# La grande magia (Oper)
La grande magia (deutsch: „Der große Zauber“) ist eine Oper in fünf Bildern von Manfred Trojahn (Musik) mit einem Libretto von Christian Martin Fuchs. Sie basiert frei auf Eduardo De Filippos gleichnamigem Schauspiel von 1948. Die Uraufführung fand am 10. Mai 2008 in der Semperoper Dresden statt.

## Handlung
Die Oper zeigt eine zerrüttete italienische Großfamilie, die „in Lügen verstrickt, aus den Fugen der Vernunft geraten“ ist. Jeder einzelne wünscht sich ein anderes Leben als das, in dem er in der Realität gefangen ist. Der Rezensent der Deutschen Bühne beschrieb das Werk als „psychologische Tragödie zwischen Liebe und Sehnsucht, Realität und Illusion“.
Die folgende Inhaltsangabe basiert, sofern nicht anders angegeben, auf den Angaben in Heinz Wagners Großem Handbuch der Oper und dem Programmheft des Musiktheaters im Revier Gelsenkirchen von 2009.

### Erstes Bild
Die Großfamilie Di Spetta ist für den Sommerurlaub in das italienische Seehotel „Metropole“ gezogen. Auf der Terrasse betrachten Matilde und ihr Schwager Marcello Polvero die jüngere Generation der Familie. Matilde hat zwei bereits erwachsene Kinder: Calogero (mit der ehemaligen Sängerin Marta verheiratet) und Rosa (mit dem angehenden Politiker Oreste Intrugli vermählt). Marcello ist mit seinem nicht leiblichen Sohn Gregorio, einem „Fehltritt“ seiner Frau, angereist. In den Ehen von Cologero/Marta und Oreste/Rosa kriselt es seit einiger Zeit. Oreste kümmert sich mehr um seine Karriere als um seine Frau. Rosa, die früher bereits ein Verhältnis mit ihrem Onkel Marcello hatte, flirtet nun mit Gregorio. Marta langweilt sich im Alltag und würde gerne wieder als Sängerin auftreten. Gregorio wird eifersüchtig, als der junge Mariano D’Albino ein Auge auf sie wirft.
Weitere Gäste sind der Überlebenskünstler Arturo Recchia und dessen angebliche Tochter, die todkranke Amelia. Diese beiden schwärmen vom Zauberer Otto Marvuglia, den sie bereits andernorts gesehen haben und der an diesem Abend auftreten soll. Als Otto erschöpft eintrifft, stellt er sich als verarmter Künstler heraus. Mariano engagiert ihn, die von ihm verehrte Marta während der Vorstellung für eine Viertelstunde fortzuzaubern, damit er sich ungestört mit ihr treffen kann. Ottos Ehefrau Zaira hofft auf eine feste Anstellung ihres Mannes an einem Theater oder Varieté.

### Zweites Bild
Marta träumt von einem besseren Leben. Otto legt ihr die Vorteile der Illusionen dar, die er dem unentrinnbaren Verlauf der Zeit entgegenstellt. Während der Abendvorstellung steigt Marta in eine Kiste, und Otto zaubert sie zum Vergnügen des Publikums fort. Anders als vereinbart kehrt sie jedoch nicht zurück, sondern flieht spontan mit Mariano. Otto weiß sich nicht anders zu helfen, als dem ungeduldigen Calogero eine Schatulle zu überreichen, in der sich seine Frau angeblich befinde, sofern er ihrer Liebe und Treue sicher sei. Calogero lässt das Kästchen trotz des Drucks der Verwandten geschlossen.

### Drittes Bild
Marta sieht in dem verliebten Mariano nur ein Mittel, ihrer Ehe zu entkommen und wieder auf der Bühne singen zu können.

### Viertes Bild
Otto, Arturo und Amelia leben zusammen in ärmlichen Verhältnissen. Amelia unterhält sich im Fieber mit einem Käfigvogel, den sie als Bräutigam anredet. Calogero will von Otto wissen, was mit seiner Frau Marta los ist. Otto nimmt an, dass Calogero tatsächlich an den Zauber glaubt. Er erklärt ihm, dass die Zeit stehengeblieben sei und sie sich in Wirklichkeit noch immer auf der Hotelterrasse befinden. Calogero geht darauf ein, indem er das Gespräch auf die todkranke Amelia bringt. Diese könne nicht sterben, solange die Zeit stillstehe. Arturo und Zaira stellen dennoch kurz darauf ihren Tod fest.

### Fünftes Bild
Nach sieben Jahren lebt Calogero immer noch in der vermeintlichen Scheinwelt und träumt von einer idealen Frau. Die Familie ist mittlerweile völlig von ihm abhängig, da sich alle Pläne zerschlagen haben. Otto, Zaira und Arturo leben nun bei Calogero. Zaira hat Marta wiedergefunden: Sie singt im städtischen Theater. Als Calogero endlich das Kästchen öffnet, steht plötzlich seine Frau vor ihm, die Zaira gerade geholt hat. Sie erklärt ihm, dass der Zauber nur für ein Abenteuer ausgedacht war. Dennoch beharrt er darauf, dass sie eine Illusion sei: „Das Abenteuer wurde mein Leben“.

## Orchester
Die Orchesterbesetzung der Oper enthält die folgenden Instrumente:
- Holzbläser: zwei Flöten (2. auch Piccolo), zwei Oboen (2. auch Englischhorn), zwei Klarinetten (1. in B, 2. in A, beide auch Bassetthörner in F), Bassklarinette, zwei Fagotte (2. auch Kontrafagott)
- Blechbläser: zwei Hörner, Trompete, Posaune
- Pauken, Schlagzeug (ein Spieler)
- Klavier, Celesta, Harmonium (zwei Spieler)
- Harfe
- Streicher: sechs Violinen, vier Bratschen, vier Violoncelli, zwei Kontrabässe
- Bühnenmusik: Klarinette in B, Akkordeon, Tuba

## Werkgeschichte
La grande magia ist Manfred Trojahns viertes Werk für das Musiktheater. Er schrieb es im Auftrag der Semperoper Dresden. Wie bereits zwei seiner früheren Stücke hat es ein neapolitanisches Schauspiel zur Vorlage, in diesem Fall Eduardo De Filippos La grande magia von 1948. Das Libretto schrieb Christian Martin Fuchs.
Bei der Uraufführung am 10. Mai 2008 in der Semperoper sangen Marlis Petersen (Marta Di Spelta), Rainer Trost (Calogero Di Spelta), Andrea Ihle (Matilde Di Spelta), Sabine Brohm (Rosa Intrugli), Gerald Hupach (Oreste Intrugli), Jürgen Commichau (Marcello Polvero), Jonas Gudmundsson (Gregorio Polvero), Christoph Pohl (Mariano D’Albino), Urban Malmberg (Otto Marvuglia), Barbara Hoene (Zaira), Tom Martinsen (Arturo Recchia) und Romy Petrick (Amelia). Der Dirigent war Jonathan Darlington. Die Inszenierung stammte von Albert Lang und die Ausstattung von Gudrun Müller (rosalie).
Im März 2012 wurde das Werk in einer Neuinszenierung von Gabriele Rech am Musiktheater im Revier Gelsenkirchen gespielt. Das Bühnenbild stammte von Dieter Richter und die Kostüme von Renée Listerdal. Lutz Rademacher leitete die Neue Philharmonie Westfalen. Es sangen Alfia Kamalova (Marta Di Spelta), Daniel Magdal (Calogero Di Spelta), Christa Platzer (Matilde Di Spelta), Sylvia Koke (Rosa Intrugli), Lars-Oliver Ruhl (Oreste Intrugli), Piotr Prochera (Marcello Polvero), E. Mark Murphy (Gregorio Polvero), Sejong Chang (Mariano D’Albino), Urban Malmberg (Otto Marvuglia), Noriko Ogawa-Yatake (Zaira), William Saetre (Arturo Recchia) und Alexandra Lubchansky (Amelia).

## Rezeption
Der Rezensent der Neue Zürcher Zeitung bemerkte in der Musik „viele eindrucksvolle Momente, vor allem im Lyrischen“. Es gebe auch „gelegentliche Ausflüge ins Parodistische“ mit Anklängen an Richard Strauss’ Opern Der Rosenkavalier oder Ariadne auf Naxos sowie drei Bühnenmusiker mit „Klezmer-ähnlichen Tönen“. Die Oper stehe zwischen Komödie und Tragödie und verwende einen „parlandoartigen Konversationston“. Er kritisierte jedoch, dass die Autoren zwar die 60 Jahre alte Vorlage „gründlich umgestülpt“ und die „folkloristischen Momente […] ausgedünnt“, jedoch das umfangreiche Personenverzeichnis beibehalten haben, wodurch sich bei den Zuhörern einige Probleme ergaben, dem komplexen Beziehungsgeflecht zu folgen. Die Inszenierung der Uraufführung fand er aufgrund der fehlenden Personenführung wenig gelungen und wünschte dem Stück „eine triftigere szenische Weiter-Erprobung“.
Der Rezensent der Österreichischen Musikzeitschrift beschrieb die Partitur als „von einer Fragilität und Durchsichtigkeit, die paradigmatisch für das Leben der Protagonisten steht“. Auch er fühlte sich an Ariadne auf Naxos und den Rosenkavalier erinnert. Von dessen „an den Rand drängender Tonalität“ sei „viel beibehalten“ und „weiter voran getrieben“ worden. Die Inszenierung und Ausstattung der Uraufführung spiegele „das Feinnervige, ja Neurasthenische der Klänge“ und „des Komponisten kolossales Gespür für das, was man die Vokalisen der Seele nennen möchte“ minutiös wider.
Nach der Gelsenkirchener Aufführung schrieb die Rezensentin der Deutschen Bühne, dass sie der „fast durchgängige Parlando-Gesang“ an die Strauss-Oper Capriccio erinnerte. Das A-Cappella-Quintett am Anfang des fünften Bildes zeichne „hübsch […] die Ausweglosigkeit und Langeweile nach“. Das Publikum benötige allerdings „viel Konzentration“.
In einem Interview bestätigte Trojahn, dass die Orchesterbesetzung mit derjenigen von Ariadne auf Naxos weitgehend korrespondiere. Sie habe aber auch viel mit derjenigen seiner älteren Oper Enrico gemein. Absichtliche weitergehende Beziehungen zwischen La grande magia und der Ariadne bestritt er, obwohl man solche vermutlich „herbei argumentieren“ könne. Die einzige Verbindung bestehe darin, dass auch er einem „Handlungstheater“ anhänge.